# Propagandafilm
Propagandafilm är en film där innehållet har något syfte att föra en form av politisk propaganda. Syftet med filmerna är ofta att visa det egna landets förträfflighet eller att visa osympatiska drag från andra länder. Ofta är det då andra länder som har någon form av konflikt med det land som filmen är gjord i. Dessemellan kan också fientligt inställda länder utmålas som antingen odugliga eller rent förlöjligas.
Propagandafilmer kan egentligen vara vilken sorts filmer som helst. Det kan vara t.ex. komedifilmer, actionfilmer, äventyrsfilmer, romantikfilmer, tecknade filmer eller annat. De kan vara helt olika varandra. Gemensamt har de ändå att i sin handling framföra ett politiskt budskap. Många gånger ska de i detta framföra förträffligheten med det egna landets politik.
Redan under första världskriget producerades det propagandafilmer, men under andra världskriget kom produktionen att öka i omfattning. Bland annat producerades det flera propagandafilmer i Nazityskland där den nazistiska regimen utmålades som duktig eller sympatisk medan övriga som odugliga eller osympatiska. Men även i USA och Storbritannien producerades propagandafilmer. George Formby (kallad Flygmalajen i Sverige) gjorde sig känd för att ha gjort ett antal antinazistiska propagandafilmer. Även Charlie Chaplins film Diktatorn kan ses som en propagandafilm där han förlöjligar Adolf Hitler. Även Disney har under andra världskriget gjort en propagandafilm med Kalle Anka i huvudrollen som heter Der Fuehrer's Face.